# Mio Nishimaki
Mio Nishimaki –en japonés: 西牧未央, Nishimaki Mio– (15 de julio de 1987) es una deportista japonesa que compitió en lucha libre. Ganó dos medallas en el Campeonato Mundial de Lucha, en los años 2008 y 2009, y una medalla de oro en el Campeonato Asiático de Lucha de 2009.
En los Juegos Asiáticos consiguió la medalla de  en la categoría de  kg.

## Palmarés internacional
| Campeonato Mundial  | Campeonato Mundial  | Campeonato Mundial | Campeonato Mundial |
| Año                 | Lugar               | Medalla            | Categoría          |
| ------------------- | ------------------- | ------------------ | ------------------ |
| 2008                | Tokio (Japón)       | Medalla de oro     | 63 kg              |
| 2009                | Herning (Dinamarca) | Medalla de oro     | 63 kg              |
| Campeonato Asiático |                     |                    |                    |
| Año                 | Lugar               | Medalla            | Categoría          |
| 2009                | Pattaya (Tailandia) | Medalla de oro     | 63 kg              |